# Muiscaconfederatie
| Muiscaconfederatie | Muiscaconfederatie | Muiscaconfederatie |
| ------------------ | ------------------ | ------------------ |
| Hunza              |                    | Tundama            |
| Bacatá             | Sugamuxi           |                    |

De naam Muiscaconfederatie wordt gegeven aan een los verband van verschillende leiders over de valleien van de hoogvlakte van Cundinamarca en Boyacá.
Er was bij de Muisca geen sprake van een centraal bestuur of monarchie, de leiders van kleine gemeenschappen waren verenigd in zipazgos; terrein van de zipa, zacazgos; gebied geleid door de zaque, verscheidene caciques, de tundama in Duitama en de religieuze iraca in Suamox of Sugamuxi.
De hiërarchie van de samenleving werd geleid door de drie belangrijkste groepen; de caciques en hogere rangen (zipa en zaque), de priesters (xeques) en de krijgers guecha's.
Vroege Spaanse bronnen die spreken van tributos; betalingen, van de ene aan de andere cacique zijn in de moderne tijd toegeschreven aan een verkeerde interpretatie van de taal en Spaans-historische voorkeuren.
De handel was levendig binnen de Muiscaconfederatie, wat zich vertaalde in zeer regelmatige marktdagen die elke week plaatsvonden. Binnen de Muiscakalender was zo'n week vier dagen. Grotere festijnen met bijbehorende gespecialiseerde markten leidden tot de handel met verder gelegen inheemse volkeren die waardevolle producten als papegaaienveren, zeeschelpen, goud en de psychedelische middelen gebruikt door sjamanen: yopo, coca en ayahuasca.

## Muiscaleiders
Door het ontbreken van een schrift is de geschiedenis van Muiscaleiders slechts deels bekend. De vroege Spaanse literatuur, met name door Pedro Simón, Juan de Castellanos en conquistador Gonzalo Jiménez de Quesada, beschrijft leiders teruggaand tot ongeveer 1450. Eerdere leiders zijn vaak bekend als mythologische figuren die ook zaque of cacique geweest zouden zijn.
De leiders van de Muiscagemeenschappen woonden midden in de nederzetting met voor hun hutten een open terrein. De ronde woningen van klei en houten palen en een rieten kegelvormig dak werden versierd met scalpen, schelpen, tunjo's, beschilderde katoenen doeken en smaragden. De verschillen met de gewone bevolking waren klein; meer versieringen, leiders werden gemummificeerd en de vloer bestond soms uit keramiek, waar de rest van de bevolking een ondergrond van as, stro en zand gebruikten.

### Zaquevan Hunza
| zaque - Hunza | zaque - Hunza   | zaque - Hunza |
| ------------- | --------------- | ------------- |
|               | Aquiminzaque    | 1537 - 1540   |
|               | Quemuenchatocha | 1490 - 1537   |
|               | Michuá          | 1470 - 1490   |
|               | Hunzahúa        | ~1450 - 1470  |

Hunza was de centrale nederzetting in de Muiscaconfederatie, gelegen hoog in de Altiplano en tegenwoordig bekend als de hoofdstad van het departement Boyacá; Tunja. Het gebied geleid door de zaque gevestigd in deze plaats, strekte zich uit van de vallei van Chiquinquirá in het noordwesten, grenzend aan de Muzo tot de Tenzavallei in het zuidoosten waar in de lager gelegen delen de Achagua huisden.

#### Aquiminzaque
Aquiminzaque was de laatste zaque van de Muiscaconfederatie die onder Spaans gezag de leiding had van augustus 1537, toen zijn neef Quemuenchatocha door de Spanjaarden werd gevangen en gedood, tot de stichting van Tunja, twee jaar later. Aquiminzaque werd in de eerste maanden van 1540 onthoofd door de Spaanse troepen onder leiding van Hernán Pérez de Quesada, de jongere broer van Gonzalo.

#### Quemuenchatocha
De leiding onder Quemuenchatocha duurde van 1490 tot 1537. De grote lelijke man met kromme neus werd door de Spaanse conquistadores gevonden in zijn eigen huis en gevangengezet om de kostbaarheden die Quemuenchatocha verstopt zou hebben voor de Spanjaarden vrij te geven. Legendarisch is de Cerro de la Horca ("Galgenheuvel"), zo genoemd door de Spaanse overheersers, vanwege de vele opgehangen krijgers door Quemuenchatocha. Hij stierf in Ramiriquí, eind 1537.

#### Michuá
Michuá was de tweede beschreven zaque van Hunza die zijn volk leidde van ongeveer 1470 tot 1490 en enkele nederzettingen verloor aan de zipa in 1490 in de Slag bij Chocontá, waarbij Michuá sneuvelde.

#### Hunzahúa
De nederzetting Hunza werd genoemd naar Hunzahúa, die vanaf rond 1450 de leiding had over de valleien van de Altiplano zaque was tot zijn dood in 1470.

### Zipavan Bacatá
| zipa - Bacatá | zipa - Bacatá | zipa - Bacatá |
| ------------- | ------------- | ------------- |
|               | Sagipa        | 1537 - 1539   |
|               | Tisquesusa    | 1514 - 1537   |
|               | Nemequene     | 1490 - 1514   |
|               | Saguamanchica | 1470 - 1490   |
|               | Meicuchuca    | ~1450 - 1470  |

Het gebied dat de zipa van Bacatá onder controle had, strekte zich uit van de oostelijke valleien rond Ubalá tot het grensgebied met de Sutagao in het zuiden, de Panche in het zuidwesten en westen en de Muzo in het noordwesten. Het grensgebied van Cundinamarca in het zuidwesten en Boyacá in het noordoosten vormde de scheidslijn met de zaque, dat betwist werd en door de zipa overwonnen in de Slag bij Chocontá (rond 1490). De Sutagao werden onderdeel van het zipazgo in de Slag bij Pasca in 1470.

#### Sagipa
Sagipa was de laatste zipa van Bacatá, onder Spaanse overheersing. Hij volgde zijn broer op in wiens leger Sagpia, ook Saquesazipa genoemd, leider was. Dit was tegen de gebruikelijke erfopvolging van de Muisca, waar de oudste zoon van de oudste zus van de leiders de opvolger zou worden.
Sagipa bood verzet tegen de Spanjaarden maar bekeerde toch tot het katholicisme. De Spaanse kolonisten eisten steeds meer kostbaarheden van Sagipa en toen hij deze niet overdroeg, werd hij met ijzeren staven gemarteld. Sagipa overleefde het brute geweld niet.

#### Tisquesusa
Tisquesusa was de belangrijkste leider van de Muisca en de eerste wiens terrein door de Spanjaarden veroverd werd. Hij verschanste zich in Cajicá. Bacatá en uiteindelijk in Facatativá, waar hij aan de gevolgen van een Spaanse dolkstoot de dood vond. De soldaat wist niet dat hij de leider van de Muisca had doodgestoken, en de zus van Tisquesusa, Usaca nam de leiding over vanuit Usaquén. Zij werd echter snel verslagen door de Spanjaarden, wat de latere stichting van Bogotá mogelijk maakte.

#### Nemequene
Nemequene regeerde van ongeveer 1490 tot 1514 en werd bekend door het instellen van een sociale en morele code, die ervoor moest zorgen dat zijn bevolking gehoorzaam was aan zijn gezag. De straffen op overspel, incest en lafheid in het gevecht waren bruut.

#### Saguamanchica
Saguamanchica is vooral bekend geworden voor de twee veldslagen die tijdens zijn bestuur plaatsvonden; in het begin bij Pasca en aan het eind in Chocontá, waar zowel hij als zijn tegenstander Michuá de dood vonden.

#### Meicuchuca
De mythe van Meicuchuca verhaalt over de polygame leider die tot driehonderd vrouwen zou hebben gehad. Daar zijn belangrijkste vrouw zich bedrogen voelde over de vele affaires met andere vrouwen, vroeg ze een priester om Meicuchuca te straffen. Na gebeden van de xeque werd de minnares van Meicuchuca tijdens het baden veranderd in een enorme slang en verdween in de waterval van Tequendama.

### Overigecaciques
| iraca, Tundama | iraca, Tundama | iraca, Tundama | iraca, Tundama  |
| -------------- | -------------- | -------------- | --------------- |
| Tundama        | Tundama        | ? - 1539       | Duitama Boyacá  |
| Sugamuxi       | iraca          | ? - 1537       | Sogamoso Boyacá |
| Nompanim       | iraca          | ? - ?          | Sogamoso Boyacá |

De meest genoemde leiders in de literatuur waren de zaque en zipa, met als noordoostelijke leiders de iraca die de Iracavallei bestuurde en de tundama uit Duitama. Andere belangrijke caciques kwamen uit Guatavita, Chiquinquirá, Ubaque, Chía, Zipaquirá, Vélez en Tenza.